# Rat für Informationsinfrastrukturen
Der Rat für Informationsinfrastrukturen (RfII) ist ein wissenschaftspolitisches Beratungsgremium, das Bund und Länder in Fragen der Weiterentwicklung wissenschaftlicher Informationsinfrastrukturen berät. Die 24 ehrenamtlich tätigen Mitglieder werden von der Gemeinsamen Wissenschaftskonferenz (GWK) berufen.

## Gegenstand
Der RfII begleitet die Entwicklung des deutschen Wissenschaftssystems im Bereich der Informationsinfrastrukturen im digitalen Zeitalter. Ziel ist die Gestaltung zukunftsfähiger Informationsinfrastrukturen und -dienstleistungen für die Wissenschaft. Im Fokus der digitalen Transformation der Wissenschaft stehen neue Forschungs- und Publikationsformen, der möglichst offene Zugang zu wissenschaftlichem Wissen, die Entwicklung innovativer Werkzeuge und Services sowie die Qualifizierung von Fachpersonal. Der RfII soll als Koordinationsgremium Synergiepotenziale aufzeigen und die Verzahnung der Aktivitäten in diesem Bereich verbessern.

## Organisation
Die Ratsmitglieder repräsentieren ein breites Spektrum wissenschaftlicher Disziplinen, Einrichtungen und Institutionen (Stakeholder):
- 8 Vertretungen der wissenschaftlichen Nutzer,
- 8 Vertretungen von Einrichtungen der Informationsinfrastrukturen,
- 4 Vertretungen von Bund und Ländern,
- 4 Vertretungen des öffentlichen Lebens.

Für die ersten 16 Vertretungen erfolgt eine Benennung analog zum Benennungsverfahren für Mitglieder des Wissenschaftsrates. Für die weiteren 8 Vertretungen liegt das Vorschlagsrecht bei Bund und Ländern in der GWK.
Zum ersten Ratsvorsitzenden wurde Otto Rienhoff gewählt, seine Stellvertreterin war bis 2016 Sabine Brünger-Weilandt. Im Anschluss übernahm Petra Gehring den stellvertretenden Vorsitz. Im November 2017 wurde Petra Gehring zur neuen Vorsitzenden gewählt, zum stellvertretenden Vorsitzenden Stefan Liebig. Im November 2018 sowie im November 2020 wurden die Vorsitzenden Petra Gehring und Stefan Liebig jeweils für eine weitere Amtszeit bestätigt und der Vorsitz um Lars Bernard als zusätzlichen Stellvertreter ergänzt. Nach dem Ausscheiden von Stefan Liebig zum Ende der zweiten Mandatsphase wurde Barbara Helwing zum Start der dritten Mandatsphase als neue Stellvertretung gewählt, während Petra Gehring und Lars Bernard erneut im Amt bestätigt wurden.
Die administrative Betreuung des RfII erfolgt durch eine von Bund und Ländern finanzierte Geschäftsstelle. Trägerin der 2014 eingerichteten Geschäftsstelle ist die Georg-August-Universität Göttingen.

Aktuelle Mitglieder
| Stakeholdergruppe        | Name                 | Institution |
| ------------------------ | -------------------- | --- |
| Wissenschaftliche Nutzer | Marion Albers        | Universität Hamburg, Rechtswissenschaften                                                                      |
| Wissenschaftliche Nutzer | Stefan Decker        | Fraunhofer FIT und RWTH Aachen                                                                                 |
| Wissenschaftliche Nutzer | Petra Gehring        | TU Darmstadt, Philosophie                                                                                      |
| Wissenschaftliche Nutzer | Kurt Kremer          | MPI für Polymerforschung, Mainz                                                                                |
| Wissenschaftliche Nutzer | Anne Lauber-Rönsberg | Technische Universität Dresden                                                                                 |
| Wissenschaftliche Nutzer | Wolfgang Marquardt   | vormals Forschungszentrum Jülich                                                                               |
| Wissenschaftliche Nutzer | Stefanie Speidel     | Nationales Centrum für Tumorerkrankungen Dresden (NCT/UCC) Abteilung für Translationale Chirurgische Onkologie |
| Wissenschaftliche Nutzer | Joachim Wambsganß    | Zentrum für Astronomie Heidelberg (ZAH)                                                                        |
| Einrichtungen            | Sören Auer           | Technische Informationsbibliothek – TIB und Universität Hannover                                               |
| Einrichtungen            | Lars Bernard         | TU Dresden, (Chief Officer Digitalisierung und Informationsmanagement)                                         |
| Einrichtungen            | Andrea Hänger        | Bundesarchiv Koblenz                                                                                           |
| Einrichtungen            | Barbara Helwing      | Vorderasiatisches Museum der Staatlichen Museen zu Berlin / Stiftung Preußischer Kulturbesitz (SPK)            |
| Einrichtungen            | Beatrice Rammstedt   | Leibniz-Institut für Sozialwissenschaften und Universität Mannheim                                             |
| Einrichtungen            | Gerhard Sagerer      | Universität Bielefeld                                                                                          |
| Einrichtungen            | Katrin Stump         | Sächsische Landesbibliothek – Staats- und Universitätsbibliothek Dresden (SLUB)                                |
| Einrichtungen            | Ramin Yahyapour      | Gesellschaft für wissenschaftliche Datenverarbeitung Göttingen (GWDG)                                          |
| Bund und Länder          | Rüdiger Eichel       | Ministerium für Wissenschaft und Kultur Niedersachsen (MWK)                                                    |
| Bund und Länder          | Christopher Karmann  | Bundesministerium für Forschung, Technologie und Raumfahrt (BMFTR)                                             |
| Bund und Länder          | Andrea Kienle        | Ministerium für Kultur und Wissenschaft des Landes Nordrhein-Westfalen (MKW)                                   |
| Bund und Länder          | N.N.                 | Bundesministerium für Forschung, Technologie und Raumfahrt (BMFTR)                                             |
| Öffentliches Leben       | Anke Beck            | Frontiers |
| Öffentliches Leben       | Marit Hansen         | Landesbeauftragte für Datenschutz Schleswig-Holstein                                                           |
| Öffentliches Leben       | Christine Regitz     | SAP SE |
| Öffentliches Leben       | Harald Schöning      | Software AG |

Ehemalige Mitglieder
- Reinhard Breuer, Journalist, Gruppe: Öffentliches Leben (2014–2018)
- Sabine Brünger-Weilandt,   FIZ Karlsruhe,  Gruppe: Einrichtungen (2014–2022)
- Thomas Bürger, Sächsische Landesbibliothek – Staats- und Universitätsbibliothek Dresden, Gruppe: Einrichtungen (2014–2018)
- Friederike Fless, Deutsches Archäologisches Institut (DAI) Berlin, Gruppe: Einrichtungen (2014–2021)
- Christiane Fricke, Ministerium für Kultur und Wissenschaft des Landes Nordrhein-Westfalen, Gruppe: Bund und Länder (2022–2024)
- Frank Oliver Glöckner, MPI für Marine Mikrobiologie & Jacobs University Bremen, Gruppe: Wissenschaftliche Nutzer (2014–2018)
- Thomas Grünewald, Ministerium für Innovation, Wissenschaft und Forschung (MIWF) Nordrhein-Westfalen, Gruppe: Bund und Länder (2014–2017)
- Gregor Hagedorn, Museum für Naturkunde Berlin, Gruppe: Einrichtungen (2014–2018)
- Albrecht Hauff, Georg Thieme Verlag, Gruppe: Öffentliches Leben (2014–2018)
- Michael Jäckel, Universität Trier, Gruppe: Einrichtungen (2014–2022)
- Nicola Jentzsch, Stiftung Neue Verantwortung, Gruppe: Öffentliches Leben (2018–2019)
- Bettina Klingbeil, Bundesministerium für Bildung und Forschung (BMBF), Gruppe: Bund und Länder (2023)
- Margit Ksoll-Marcon, Staatliche Archive Bayerns, Gruppe: Einrichtungen (2014–2018)
- Stefan Liebig, Freie Universität Berlin, Gruppe: Einrichtungen (2014–2022)
- Hans-Josef Linkens, Bundesministerium für Bildung und Forschung (BMBF), Gruppe: Bund und Länder (2017–2022)
- Stefan Luther, Bundesministerium für Bildung und Forschung (BMBF), Gruppe: Bund und Länder (2014–2018)
- Dietrich Nelle, Bundesministerium für Bildung und Forschung (BMBF), Gruppe: Bund und Länder (2014–2023)
- Simone Rehm, Trumpf GmbH + Co. KG; ab 2016: Universität Stuttgart, Gruppe: Öffentliches Leben (2014–2018)
- Sandra Richter, Deutsches Literaturarchiv Marbach (DLA), Gruppe: Einrichtungen (2018–2024)

- Otto Rienhoff, Universität Göttingen, Gruppe: Wissenschaftliche Nutzer (2014–2018)
- Melanie Rüther, Bundesministerium für Bildung und Forschung (BMBF), Gruppe: Bund und Länder (2018)
- Louisa Specht-Riemenschneider, Universität Bonn, Gruppe: Wissenschaftliche Nutzer (2022–2023)
- Marion Steinberger, Bundesministerium für Bildung und Forschung (BMBF), Gruppe: Bund und Länder (2022–2025)

- Annette Storsberg, Ministerium für Kultur und Wissenschaft des Landes Nordrhein-Westfalen (MKW), Gruppe: Bund und Länder (2017–2021)
- Klaus Tochtermann, Leibniz-Informationszentrum Wirtschaft (ZBW), Kiel, Gruppe: Einrichtungen (2014–2022)
- Andrea Voßhoff, Bundesbeauftragte für den Datenschutz und die Informationsfreiheit (BfDI), Gruppe: Öffentliches Leben (2014–2018)
- Doris Wedlich (†), Karlsruher Institut für Technologie (KIT), Gruppe: Wissenschaftliche Nutzer (2014–2020)
- Beate Wieland, Ministerium für Kultur und Wissenschaft des Landes Nordrhein-Westfalen, Gruppe: Bund und Länder (2021–2022)

Die Mitgliederlisten werden jeweils in den Jahresberichten des RfII veröffentlicht.

## Geschichte
Die GWK beschloss im November 2013 die Einrichtung eines „Rates für Informationsinfrastrukturen“ sowie dessen gemeinsame Finanzierung durch Bund und Länder, zunächst für vier Jahre. Vorausgegangen war eine Bestandsaufnahme durch die „Kommission Zukunft der Informationsinfrastruktur“ (2009–2011) und durch den Wissenschaftsrat (2011–2012). Die Berufung des RfII war außerdem eine Maßnahme auf der Digitalen Agenda der Bundesregierung 2014–2017 im Bereich Bildung, Forschung, Wissenschaft, Kultur und Medien.

## Tätigkeiten
Die Arbeitsschwerpunkte des RfII liegen gegenwärtig im Bereich der Forschungsdaten, die im Verständnis des RfII sowohl digitale Datenbestände als auch analoge Materialsammlungen umfassen. Der RfII tagt zwei bis drei Mal jährlich. Darüber hinaus werden in sachbezogenen Ausschüssen und Arbeitsgruppen Empfehlungen vorbereitet. Analysiert werden auch die internationalen Verflechtungen von Informationsinfrastrukturen sowie die damit einhergehenden Chancen und Herausforderungen für den Wissenschaftsstandort Deutschland.

### Erste Mandatsphase
In der ersten Mandatsphase hat sich der RfII auf den Themenkomplex „Forschungsdaten – Nachhaltigkeit – Internationalität“ konzentriert. Als Basis der Zusammenarbeit wurden Begriffsklärungen für den deutschsprachigen Bereich festgelegt. Mit dem Positionspapier „Leistung aus Vielfalt“ (Juni 2016) sprach der Rat Empfehlungen zu Strukturen, Prozessen und Finanzierung des Forschungsdatenmanagements aus. Die Anregung zur Entwicklung einer arbeitsteilig organisierten, verteilten und vernetzten Nationalen Forschungsdateninfrastruktur (NFDI) wurde von der GWK aufgegriffen und umgesetzt. Außerdem wurden die Empfehlungen und Diskussionsimpulse des RfII im deutschen Wissenschaftssystem breit rezipiert. Im November 2018 wurde in einer Bund-Länder-Vereinbarung die Errichtung der NFDI beschlossen, die ab Januar 2019 für zunächst zehn Jahre mit einer Fördersumme von bis zu 90 Mio. € jährlich ausgestattet wird.
Zu den Aktivitäten des RfII gehört auch die Beobachtung internationaler Entwicklungen und die Vernetzung mit internationalen Akteuren. 2016 wurde ein erster Fachbericht zur Entwicklung der Informationsinfrastrukturen in Kanada, Australien, Niederlande und dem Vereinigten Königreich veröffentlicht. Im Rahmen der 11. Vollversammlung der internationalen Research Data Alliance (RDA) in Berlin organisierte der RfII ein „co-located event“ mit mehr als 80 Vertretern nationaler und internationaler Wissenschafts- und Forschungseinrichtungen, das Möglichkeiten der Nutzereinbindung in die Entwicklung von Informationsinfrastrukturen zum Thema hatte.

### Zweite Mandatsphase
Nach positiver Evaluation der ersten Mandatsphase seit 2014 durch die GWK wurde der RfII für weitere vier Jahre berufen. Für die zweite Mandatsphase seit November 2018 wurden vierzehn Mitglieder bestätigt und zehn neue Mitglieder benannt.
In der zweiten Mandatsphase hat der RfII zwei bereits angestoßene Projekte zum Thema „Datenqualität“ sowie zu digitalen Kompetenzen und neuen Berufs- und Ausbildungsperspektiven für den Arbeitsmarkt Wissenschaft fortgesetzt. In der ersten Sitzung der zweiten Mandatsphase wurde außerdem beschlossen, die internationalen Vergleichsanalysen wiederaufzunehmen, zudem wurden im Kontext des „Open Data“-Diskurses Empfehlungen zur Gestaltung von Diensten an der Schnittstelle zwischen Wissenschaft und Wirtschaft erarbeitet. Die Gründung und Entwicklung der von ihm angestoßenen Nationalen Forschungsdateninfrastruktur hat der RfII beobachtend weiter verfolgt und zahlreiche Stellungnahmen zu europäischen Gesetzesinitiativen abgegeben.

### Dritte Mandatsphase
Nach erneuter positiver Evaluation hat die GWK den RfII 2022 für weitere vier Jahre berufen. Er wird sich u. a. mit den Themenbereichen „Datenpublikation“, „Sammlungen und Archive“ und „neue Intermediäre“ beschäftigen. Darüber hinaus wird er neue dialogische Beratungs- und Koordinationsangebote zu übergreifenden Fragen digitaler Wissenschaft in Deutschland und Europa bereitstellen.

## Veröffentlichungen
Die Empfehlungen und Papiere des RfII liegen überwiegend auch in englischer Sprache vor.
- Auftakterklärung 2015, URN: urn:nbn:de:101:1-201607146320
- RfII-Jahresbericht: November 2014 – Juni 2015 (Juni 2015), URN: urn:nbn:de:101:1-2018070213291301861975
- RfII-Empfehlungen 2016 „Leistung aus Vielfalt: Empfehlungen zu Strukturen, Prozessen und Finanzierung des Forschungsdatenmanagements in Deutschland“, URN: urn:nbn:de:101:1-201606229098
- RfII-Bericht No. 1 „Begriffsklärungen“ (Juni 2016), URN: urn:nbn:de:101:1-201607146410
- RfII-Bericht No. 2 „Die Entwicklung von Konzepten für Informationsinfrastrukturen in der Bundesrepublik Deutschland seit den 1960er Jahren“ (Juni 2016), URN: urn:nbn:de:101:1-201607146448
- RfII-Jahresbericht: Juli 2015 – Juni 2016 (Juni 2016), URN: urn:nbn:de:101:1-2018070213434813230958
- RfII-Empfehlungen 2017 „Datenschutz und Forschungsdaten“, URN: urn:nbn:de:101:1-201703087085
- RfII-Diskussionspapier 2017 „Zur Nationalen Forschungsdateninfrastruktur“, URN: urn:nbn:de:101:1-201705023233
- RfII-Fachbericht 2017 „Entwicklung von Forschungsdateninfrastrukturen im internationalen Vergleich“, URN: urn:nbn:de:101:1-201711084652
- RfII-Jahresbericht: Juli 2016 – Juni 2017 (Juni 2017), URN: urn:nbn:de:101:1-2018070213534743058413
- RfII-Diskussionspapier 2018 „Zusammenarbeit als Chance – Zweiter Diskussionsimpuls zur Ausgestaltung einer Nationalen Forschungsdateninfrastruktur“, URN: urn:nbn:de:101:1-201803134089
- Stellungnahme des Rats für Informationsinfrastrukturen (RfII) zu den Vorschlägen für eine European Open Science Cloud (EOSC) (April 2018), URN: urn:nbn:de:101:1-201804204587
- „If we build it they will come“ – Ways of User Involvement in Information Infrastructure Development. Report on a co-located event at the 11th RDA Plenary, March 23rd, 2018 (Juli 2018), URN: urn:nbn:de:101:1-201807181200231503704
- In der Breite und forschungsnah: Handlungsfähige Konsortien Dritter Diskussionsimpuls zur Ausgestaltung einer Nationalen Forschungsdateninfrastruktur (NFDI) für die Wissenschaft in Deutschland (Dezember 2018), URN: urn:nbn:de:101:1-2018120515263879760228
- Stellungnahme des Rats für Informationsinfrastrukturen (RfII) zu den aktuellen Entwicklungen rund um Open Data und Open Access (März 2019), URN: urn:nbn:de:101:1-2019051612340151989161
- RfII-Empfehlung 2019 „Digitale Kompetenzen – dringend gesucht! Empfehlungen zu Berufs- und Ausbildungsperspektiven für den Arbeitsmarkt Wissenschaft“, URN: urn:nbn:de:101:1-2019080711032249706218
- RfII-Empfehlung 2019 „Herausforderung Datenqualität. Empfehlungen zur Zukunftsfähigkeit von Forschung im digitalen Wandel“, URN: urn:nbn:de:101:1-2019112011541657732737
- RfII-Stellungnahme 2020 „Datentreuhandstellen gestalten – Zu Erfahrungen der Wissenschaft“, URN: urn:nbn:de:101:1-2020043009112405568503
- RfII-Diskussionsimpuls 2020 „Datendienste nachhaltig gestalten. Ein Diskussionsimpuls zur Weiterentwicklung von Forschungsdateninfrastrukturen“, URN: urn:nbn:de:101:1-2020071501211536559967
- RfII-Jahresbericht: Juli 2019 – Juni 2020 (Juni 2020), URN: urn:nbn:de:101:1-2020052616
- RfII-Comment on the UNESCO Open Science Initiative" (Juli 2020), URN: Urn:nbn:de:101:1-2020052620
- RfII-Stellungnahme zum Vorschlag eines Data Governance Acts (DGA) durch die EU-Kommission (Januar 2021), URN: Urn:nbn:de:101:1-2020052654
- RfII-Statement on the proposal for a Data Governance Act (DGA) by the EU Commission (Januar 2021), URN: Urn:nbn:de:101:1-2020052666
- RfII-Jahresbericht: Juli 2020 – Juni 2021 (Juni 2021), URN: Urn:nbn:de:101:1-2021090806
- RfII-Empfehlungen 2021 „Nutzung und Verwertung von Daten im wissenschaftlichen Raum – Empfehlungen zur Ausgestaltung von Datendiensten an der Schnittstelle zwischen Wissenschaft und Wirtschaft“, URN: urn:nbn:de:101:1-2020052673
- RfII-Stellungnahme zum geplanten Data Act der Europäischen Kommission auf Grundlage der Folgenabschätzung (Inception Impact Assessment) des Vorhabens (September 2021), URN: urn:nbn:de:101:1-2020052691
- RfII-Statement on the proposed Data Act of the European Union in view of the inception impact assessment published on this subject (September 2021), URN: urn:nbn:de:101:1-2020052689
- RfII-Bericht No. 3 „Bereit für die EOSC? Eine vergleichende Analyse dreier Länder (Frankreich, die Niederlande und Finnland) mit Schlussfolgerungen für Deutschland“ (November 2021), URN: Urn:nbn:de:101:1-2021090813
- RfII-Diskussionsimpuls 2021 „Bestandsbezogene Forschung gestalten: zukunftsfähige Verschränkungen von „digital“ und „analog“. Ein Diskussionsimpuls zur wissenschaftlichen, wissenschaftsnahen und kulturellen Nutzbarkeit von Sammlungen“ (Dezember 2021), URN: urn:nbn:de:101:1-2021090831
- RfII Jahresbericht: Juli 2021 – Juni 2022 (Juli 2022), URN: urn:nbn:de:101:1-2022110711094183882728
- RfII-Fachbericht „Datenpolitik, Open Science und Dateninfrastrukturen: Aktuelle Entwicklungen im europäischen Raum“, (Juli 2022), URN: urn:nbn:de:101:1-2021090875
- RfII-Stellungnahme zum Entwurf eines Gesetzes zur Durchführung der Verordnung über europäische Daten-Governance und zur Änderung der Verordnung (Daten-Governance-Rechtsakt) (Februar 2023), URN: urn:nbn:de:101:1-2021090897
- RfII-Bericht No. 4 „Föderierte Dateninfrastrukturen für die wissenschaftliche Nutzung. NFDI, EOSC und Gaia-X: Vergleich und Anregungen für eine engagierte Mitgestaltung des Ausbaus und der Weiterentwicklung“ (März 2023), URN: urn:nbn:de:101:1-2023021709
- RfII-Bericht No. 5 „Datentreuhänder: Potenziale für wissenschaftskonformes Datenteilen – Herausforderungen für die institutionelle Ausgestaltung“ (Juni 2023), URN: urn:nbn:de:101:1-2023021714
- RfII-Diskussionsimpuls „Anforderungen an die Ausgestaltung eines Forschungsdatengesetzes und eines Dateninstituts“ (Juni 2023), URN: urn:nbn:de:101:1-2023021729
- „Datenräume in Deutschland und Europa gestalten – Impulse der Wissenschaft. Zusammenfassender Konferenzbericht“ (Sept. 2023), URN: urn:nbn:de:101:1-2023021736
- RfII-Jahresbericht: Juli 2022 – Juni 2023 (Juli 2023), URN: urn:nbn:de:101:1-2023021745
- RfII-Stellungnahme zum Entwurf eines Gesetzes zur Durchführung der EU-Verordnung über europäische Daten-Governance (DGG) und zum Entwurf einer Verordnung zur Einführung einer Besonderen Gebührenverordnung für individuell zurechenbare öffentliche Leistungen im Zusammenhang mit der Wahrnehmung von Aufgaben nach dem Daten-Governance-Rechtsakt (Juni 2024), URN: urn:nbn:de:101:1-2023021754
- RfII-Empfehlungen „Sammlungen als multimodale Infrastrukturen - Analog und digital für die verknüpfte Nutzung erschließen“ (August 2024), URN: urn:nbn:de:101:1-2023021766
- RfII-Policy Paper „Federated Data Infrastructures for Scientific Use -  NFDI, EOSC, Gaia-X, and the European Data Spaces: Comparison and Recommendations for a Committed Engagement to Shape the European Research Data Ecosystem“ (Oktober 2024), URN: urn:nbn:de:101:1-2023021772
- RfII-Jahresbericht: Juli 2023 – Juni 2024 (Juli 2024): URN: urn:nbn:de:101:1-2023021789
- RfII Konferenzbericht: „10 Jahre Rat für Informationsinfrastrukturen. Eine Dekade wissenschaftspolitische Beratung zu den Ermöglichungsbedingungen von Wissenschaft in Deutschland und Europa“ (Juni 2025), URN: urn:nbn:de:101:1-202302179